# Joyeta Fracción
Joyeta Fracción är en ort i Mexiko.   Den ligger i kommunen Tumbalá och delstaten Chiapas, i den sydöstra delen av landet, 800 km öster om huvudstaden Mexico City. Joyeta Fracción ligger 202 meter över havet och antalet invånare är 108.
Terrängen runt Joyeta Fracción är huvudsakligen kuperad, men norrut är den platt. Runt Joyeta Fracción är det ganska tätbefolkat, med 54 invånare per kvadratkilometer. Närmaste större samhälle är Belisario Domínguez, 18,7 km nordost om Joyeta Fracción. Trakten runt Joyeta Fracción består till största delen av jordbruksmark.